# Antrodiaetidae
Antrodiaetidae (лат. ) — семейство мигаломорфных пауков (Mygalomorphae). Около 30 видов.

## Распространение
США и Япония.

## Описание
Два вида (Antrodiaetus roretzi and A. yesoensis) эндемичны для Японии. Они рассматриваются реликтовыми  формами (Miller & Coyle, 1996).
Три вида бывшего рода Atypoides теперь включают в род Antrodiaetus (Hendrixson & Bond, 2007).
Известны в ископаемом состоянии: вид Cretacattyma raveni Eskov & Zonstein, 1990 обнаружен в меловых отложения Монголии.

## Систематика
2 современных рода, один ископаемый и около 30 видов
- Aliatypus Smith, 1908
- Antrodiaetus Ausserer, 1871
  - =Acattyma L. Koch, 1878
  - =Atypoides O. Pickard-Cambridge, 1883
  - =Brachybothrium Simon, 1884
- †Cretacattyma  Eskov & Zonstein, 1990[6]